# Heiner Bremer

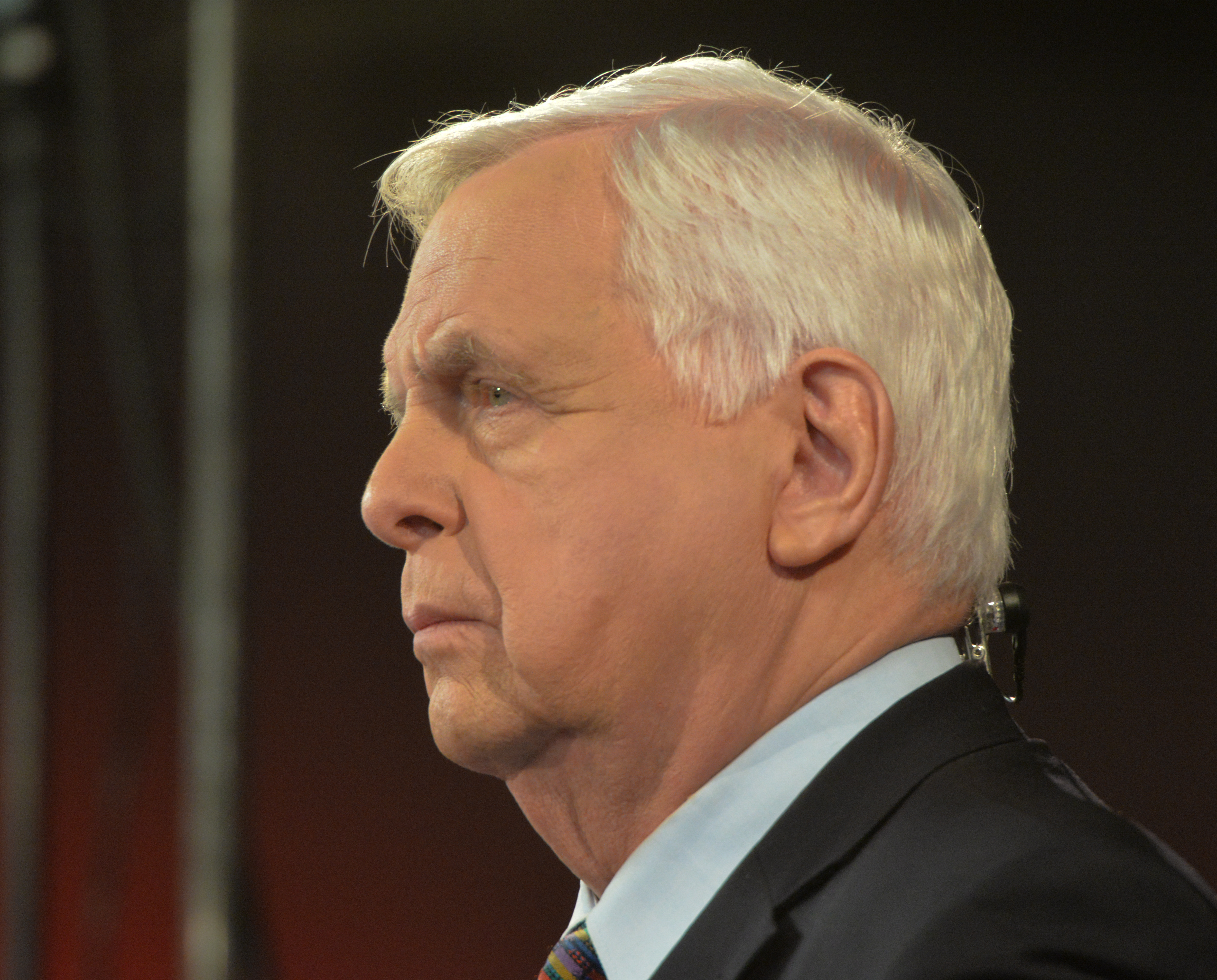
Heiner Bremer auf dem SPD-Bundesparteitag 2015 in Berlin

Heiner Bremer (* 11. Juli 1941 in Pinneberg) ist ein deutscher Journalist, Fernsehmoderator und ehemaliger Politiker (FDP).

## Leben
Bremer studierte Rechts- und Politikwissenschaften und absolvierte 1970 sein zweites juristisches Staatsexamen. Anschließend arbeitete er 19 Jahre lang für die Zeitschrift Stern und war von 1986 bis 1989 als einer von drei Chefredakteuren tätig. Dabei war er 1987 für die Entscheidung verantwortlich, das Foto des tot in der Badewanne liegenden Politikers Uwe Barschel auf die Titelseite des Magazins zu veröffentlichen. Danach wechselte er zum Axel Springer Verlag als Unternehmenssprecher. 1981 veröffentlichte er mit Wolf Perdelwitz beim Berliner Verlag Olle & Wolter das Buch Geisel Europa mit der Lagekarte von Tausenden von Atomwaffen auf deutschem Boden, das großes Aufsehen erregte und die Debatte um Auf- und Abrüstungsbemühungen nachhaltig bereicherte. Im Fernsehen bekannt wurde er durch die mitternächtliche Nachrichtensendung RTL Nachtjournal auf dem Privatsender RTL, die er ab Ende 1993 entwickelte und vom 3. Januar 1994 bis zum 6. Januar 2004 leitete und moderierte. Von 2004 bis zum 6. Juni 2016 präsentierte er beim Nachrichtensender n-tv die Talkshow Das Duell bei n-tv.
Ebenfalls bei n-tv moderierte er von 2006 bis 2011 das Talkformat Heiner Bremer – Unter den Linden 1. Seit dem Ende seiner Talkshow tritt Bremer zu aktuellen politischen Anlässen auch weiterhin auf n-tv als Politikexperte des Senders auf und kommentiert das Geschehen.
Seit 1969 ist er mit Christl Rehmenklau-Bremer verheiratet; das Paar hat zwei Kinder.

## Politik
Heiner Bremer war bis 1971 FDP-Kreisvorsitzender im Kreis Pinneberg, anschließend bis zu seinem Parteiaustritt 1982 Mitglied des FDP-Landesvorstands Schleswig-Holstein. 1970 bis 1972 war er Bundesvorsitzender der Jungdemokraten, der damaligen Jugendorganisation der FDP. Er galt wie die gesamte Organisation als links, so dass der spätere bayerische FDP-Vorsitzende Josef Ertl 1970 aufgrund des Berliner Manifests der Jungdemokraten, das Übereinstimmungen zwischen Sozialismus und Liberalismus feststellte, den Ausschluss Heiner Bremers aus der FDP forderte. Er bezeichnete ihn als „Adepten sozialistischer Ideen“.

## Auszeichnungen
- 2003: Hans-Klein-Medienpreis für sein Lebenswerk